# Sook Ching
Sook Ching (Kinesiska: "Rena genom rensning"), var en massaker utförd av den kejserliga japanska armén på den förmodat fientliga etniskt kinesiska befolkningen i Singapore under den japanska ockupationen under andra världskriget. Massakern ägde rum från 18 februari till 4 mars 1942 på en rad olika platser i regionen. 
Massakern organiserades under samarbete med Kempeitai, som tillkallade kinesiska män mellan 18 och 50 år för bedömning. Alla som föll in under vissa kriterier som gjorde dem misstänkta, kvarhölls och fördes bort och blev senare ett offer för de massakrer som utfördes. De som tilläts gå fick ett intyg på att de passerat inspektion. De misstänkta inkluderade alla som kunde misstänkas för att vara kommunister; alla som kunde misstänkas sympatisera med britterna, så som före detta anställda i den brittiska förvaltningen; kriminella; kineser som immigrerat till Singapore sedan kriget mellan Japan och Kina hade utbrutit; kineser aktiva i hjälpfonder för kinesiska flyktingar; samt förmögna kineser som bidragit till dess hjälpfonder. Tusentals personer föll offer för denna massaker, men det exakta antalet är fortfarande föremål för debatt. 